# 壺川自動車学校
有限会社壺川自動車学校（つぼかわじどうしゃがっこう）は、沖縄県豊見城市にある沖縄県公安委員会指定自動車教習所を運営する企業である

## 取得できる免許
- 大型自動車第一種・第二種免許
- 中型自動車
- 普通自動車第一種・第二種免許
- 大型特殊自動車
- 牽引
- 大型自動二輪車
- 普通自動二輪車
- 普通自動二輪車（小型限定）

## その他
沖縄県内の自動車教習所唯一の4車線道路がある。